# Masquières
Masquières (okzitanisch: Masquièras) ist eine Gemeinde mit 175 Einwohnern (Stand: 1. Januar 2022) in Frankreich im Département Lot-et-Garonne in der Region Nouvelle-Aquitaine (bis 2016: Aquitanien). Masquières gehört zum Arrondissement Villeneuve-sur-Lot und zum Kanton Le Fumélois. 

## Geografie
Die Nekropole von Bosc ist eine Ansammlung von Megalithen zwischen Masquières und Tournon-d’Agenais.
Masquières liegt etwa 27 Kilometer östlich von Villeneuve-sur-Lot. Das Flüsschen Rivièrette durchquert das Gemeindegebiet. Umgeben wird Masquières von den Nachbargemeinden Thézac im Norden und Nordwesten, Mauroux im Norden, Sérignac im Osten und Nordosten, Porte-du-Quercy im Südosten, Courbiac im Süden sowie Tournon-d’Agenais im Westen.

## Bevölkerungsentwicklung
| 1962                       | 1968 | 1975 | 1982 | 1990 | 1999 | 2006 | 2018 |
| -------------------------- | ---- | ---- | ---- | ---- | ---- | ---- | ---- |
| 149                        | 118  | 96   | 119  | 126  | 126  | 159  | 182  |
| Quellen: Cassini und INSEE |      |      |      |      |      |      |      |

## Sehenswürdigkeiten
- Tumuli und Megalithanlage, seit 1952 Monument historique
- Kirche Saint-Vincent
- Schloss Le Bosc, seit 1952 Monument historique

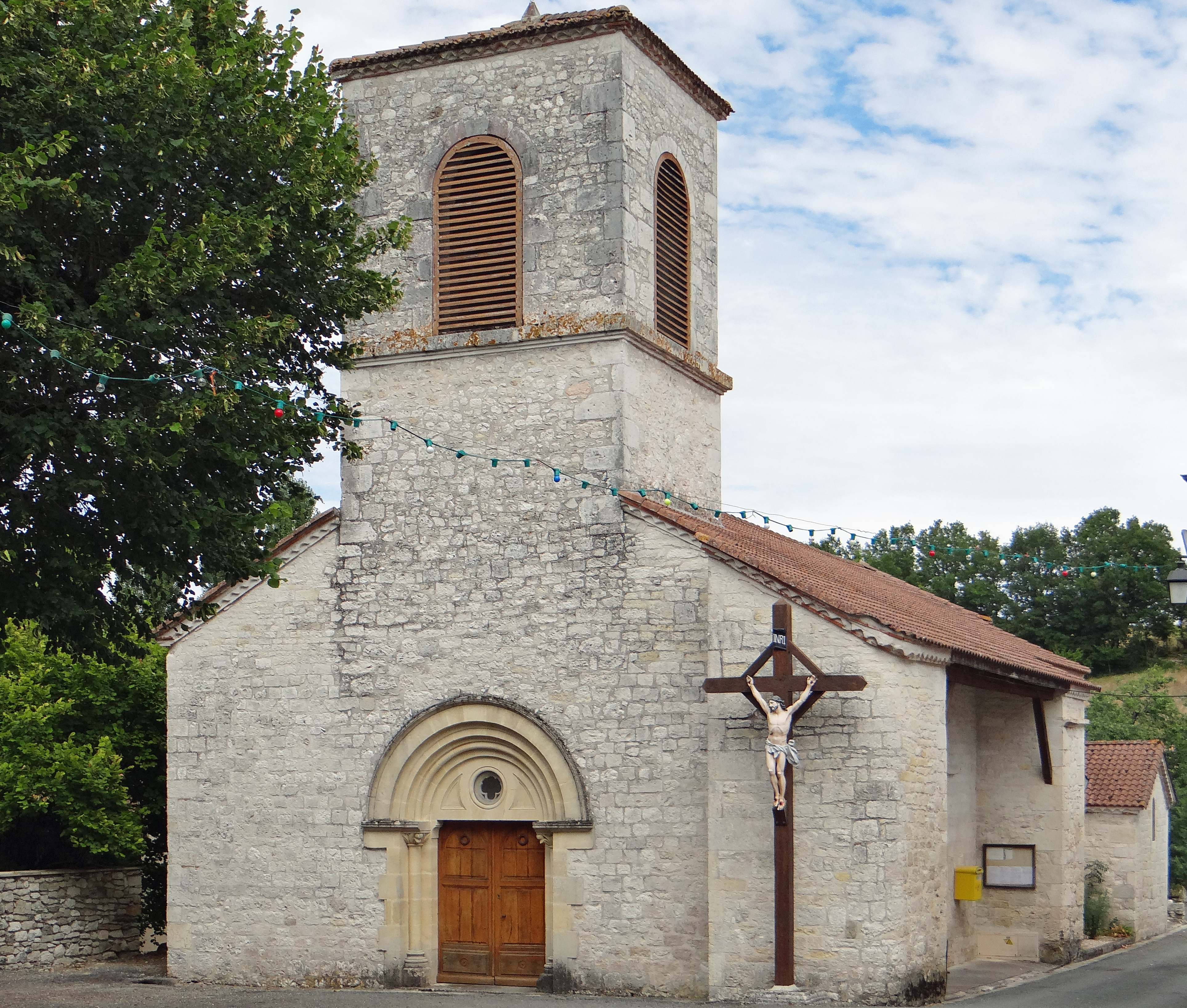
Kirche Saint-Vincent